# Das verfluchte zweite Kissen
Das verfluchte zweite Kissen ist das Thema einer Zeichnung von Johann Heinrich Wilhelm Tischbein, die dieser 1787 in Rom anfertigte. Sie zeigt Johann Wolfgang Goethe in seinem Quartier in der Via del Corso No. 18–20, die heute als Casa di Goethe bekannt ist. Goethe lebte dort während seines ersten Rom-Aufenthaltes vom Herbst 1786 bis in den Februar 1787 hinein und später wieder nach seiner Rückkehr aus dem Süden des Landes 1787.
Die Zeichnung befand sich in Goethes Besitz. Als der Dichter im Jahr 1821 die Tischbein-Zeichnungen, die er aus Italien mitgebracht hatte, ordnete und katalogisierte, sortierte er sie als Nr. 11 in die Mappe „Gemeines Leben“ ein und bezeichnete sie recht neutral als „Wohnung Rondanini über“. In einem Brief an Tischbein vom 21. April 1821 allerdings erwähnte er „das verteufelte zweyte Kissen“ und auch „die römischen Scherze“, zu denen diese Zeichnung gehöre.

## Beschreibung
Die in brauner Tinte ausgeführte Zeichnung ist querformatig. Goethe steht, über ein breites Bett gebeugt, auf das er sich mit seiner linken Hand stützt, auf seinem rechten Bein und reckt sich, um das zweite Kopfkissen zu ergreifen oder vielleicht auch  an seinen richtigen Platz zu legen. Das linke Bein hat er der Balance wegen nach hinten gestreckt, an dem erhobenen linken Fuß findet der Pantoffel gerade noch Halt. Goethes Kopf ist im Profil zu sehen, vor seinem Mund steht der ärgerliche Ausspruch „Das verfluchte zweite Kissen“ – in Tischbeins Schreibweise mit ü und ß geschrieben. Goethes Haar ist zu einem Zopf geflochten, er trägt einen langschößigen Rock, eine Kniehose und vermutlich Strümpfe. Das Standbein, dessen Oberschenkel eigentlich hinter dem Rockschoß nicht zu sehen sein sollte, ist andeutungsweise durchgezeichnet, ebenso finden sich auch an anderen Stellen der Zeichnung Linien, die hinter Gegenständen oder Objekten an sich nicht zu sehen wären. Die Bewegung der rechten Hand des Dichters ist durch mehrere bogenförmige Federstriche angedeutet. Das Bett, auf dem eine Art Tagesdecke zu liegen scheint, steht mit dem Fußende zum Betrachter und ist perspektivisch verzeichnet. Links, hinter Goethes weggestrecktem linkem Bein, steht ein einfaches Tischchen, auf dem ein Strauß in einer Vase arrangiert ist und ein zweiflammiger Leuchter brennt. Darunter liegt wohl ein Mantelsack oder ein ähnliches Gepäckstück. Über dem Kopfende des Bettes sind drei Bilder angedeutet. Während das linke nur wie ein leerer Rahmen erscheint, sind auf den beiden anderen Bildern zwei Köpfe zu erkennen, möglicherweise ein männliches und ein weibliches Porträt. Genauer ausgeführt ist hingegen der Inhalt des improvisierten Regals auf der rechten Seite des Zimmers. Ein dickes Brett liegt auf mehreren umfangreichen Büchern auf und trägt drei monumentale Gipsabgüsse: zwei Büsten, dazwischen ein nackter linker Fuß. Laut Wolfgang von Oettingen ist die eine Büste „die Maske der Juno Ludovisi, die Goethe am 5. Januar 1787 gekauft hatte, also nicht der später in Weimar von Staatsrat Schultz geschenkte Kopf [...] Der andere Kopf ist die am 13. Januar erwähnte „kleinere und geringere“ Juno.“ Es gab aber in Goethes Zimmer nicht weniger als drei Junoköpfe. Als Goethe und Tischbein im Februar 1787 Rom verließen, schloss Goethe seinen Bericht über den Aufenthalt in der Ewigen Stadt mit dem Satz ab: „Da stehn nun drei Junonen zur Vergleichung nebeneinander, und wir verlassen sie, als wenn's keine wäre.“
Die Autoren bzw. Titel der Bücher sind durch einige Buchstaben angedeutet, offenbar handelt es sich unter anderem um Werke von Johann Joachim Winckelmann, vielleicht in der italienischen Übersetzung von Carlo Fea, die Goethe sich in Rom kaufte, und Titus Livius. Unter dem Regalbrett steht außerdem noch eine Truhe mit gewölbtem Deckel und vor dem Regal liegt ein Geologenhammer auf dem Fußboden.
Im Vordergrund, vor dem Fußende des Bettes, scheint ein Fell mit einem Tierkopf auf dem Boden zu liegen, auf dem ein weiteres Tier sitzt und den Betrachter aus zwei verschiedenfarbigen Augen anschaut. Das als Bettvorleger dienende Fell könnte von einem Wolf stammen und damit auf die Ewige Stadt hinweisen, das sitzende Tier wird im Allgemeinen als Katze gedeutet, wofür zwar die Körperhaltung spricht, aber nicht unbedingt die Größe und die Gestaltung des Kopfes, die eher etwas Affen- oder Halbaffenartiges hat. Oettingen allerdings schreibt: „Die Katze, die nach der Wirtin Meinung die Juno anbetete, fehlt nicht.“ Damit gibt er allerdings die Erwähnung dieser Episode in der Italienischen Reise ungenau wieder: Unter dem Datum des 25. Dezember 1787 berichtet Goethe dort: „Ich habe mich nicht enthalten können, den kolossalen Kopf eines Jupiters anzuschaffen. Er steht meinem Bette gegenüber, wohl beleuchtet [...] Unserer alten Wirtin schleicht gewöhnlich, wenn sie das Bett zu machen hereinkommt, ihre vertraute Katze nach. Ich saß im großen Saale und hörte die Frau drinne ihr Geschäft treiben. Auf einmal, sehr eilig und heftig gegen ihre Gewohnheit, öffnet sie die Tür und ruft mich, eilig zu kommen und ein Wunder zu sehen. Auf meine Frage, was es sei, erwiderte sie, die Katze bete Gott-Vater an [...] Die Büste steht auf einem hohen Fuße, und der Körper ist weit unter der Brust abgeschnitten, so daß also der Kopf in die Höhe ragt. Nun war die Katze auf den Tisch gesprungen, hatte ihre Pfoten dem Gott auf die Brust gelegt, und reichte mit ihrer Schnauze, indem sie die Glieder möglichst ausdehnte, gerade bis an den heiligen Bart, den sie mit der größten Zierlichkeit beleckte [...]“ Goethe ließ der alten Frau ihren Wunderglauben, erklärte sich das Verhalten des Tieres allerdings damit, dass dieses die Fettreste ausgeleckt habe, die nach dem Gießen in den Vertiefungen des Gipsbartes verblieben waren.
Speziell bei der Darstellung dieses Tieres zeigen sich die Überschneidungen der Umrisslinien mit denen der dahinter befindlichen Gegenstände. Sowohl die gefältelt herabhängende Kante der Tagesdecke als auch das mutmaßliche Wolfsfell sind durch den Körper der sitzenden Kreatur hindurch zu sehen.

## Hintergründe
Des Hoflebens müde und von brennender Sehnsucht nach Italien getrieben, brach Goethe am 3. September 1786 um drei Uhr morgens mit einer Postkutsche von Karlsbad auf, um inkognito nach Italien zu reisen. Er bediente sich des Decknamens „Johann Philipp Möller“, aus dem unterwegs auch zeitweise „Müller“ oder „Miller“ sowie, beabsichtigterweise, eine russisch klingende Variante dieses Namens mit angehängtem -off wurde. Ein ausgeklügeltes System zum Empfang von Post und Geld sollte sicherstellen, dass er seine Identität nicht preiszugeben brauchte und dass seine Reiseroute sowie das Ziel in den ersten Wochen nicht bekannt wurde. Zuständig für die Weitergabe von Briefen war in dieser ersten Phase sein Sekretär und Diener Philipp Seidel. Obwohl Goethe auf diese Weise in brieflichem Kontakt mit Carl August von Sachsen-Weimar, Charlotte von Stein und anderen Personen in der Heimat stand und in Rom sofort erkannt wurde, wo er z. B. in den Kreisen um die Malerin Angelika Kauffmann verkehrte, wurde dort sein Wunsch, aus den gewohnten gesellschaftlichen Zwängen auszubrechen und ein einfaches Leben zu führen, weitgehend respektiert, wenn er auch unter Beobachtung stand: Kardinal Franz Herzan, kaiserlicher Botschafter in Rom, versorgte den österreichischen Staatskanzler Kaunitz mit Berichten über Goethe. Er verließ sich dabei auf den Botschaftssekretär Franz Eberle, der behauptete, Goethe in einer Osteria kennengelernt und vertraulich mit ihm gesprochen zu haben, seine Kenntnisse aber wohl eher von Tischbein bezog.
Carl August von Sachsen-Weimar gewährte Goethe, nachdem dieser aus Karlsbad verschwunden war und sich brieflich gemeldet hatte, einen großzügigen Urlaub, so dass er sich ausgiebig in Italien umtun, aber dort auch die zweite Hälfte seiner achtbändigen Werkausgabe vorbereiten konnte, über die er vor der Abreise einen Kontrakt mit dem Verleger Göschen abgeschlossen hatte. Der Herzog genehmigte ihm in mehreren Stufen eine Ausdehnung seines Urlaubs bis Ostern 1788 und erhöhte darüber hinaus sein Gehalt von 1600 Talern auf 1800 Taler.

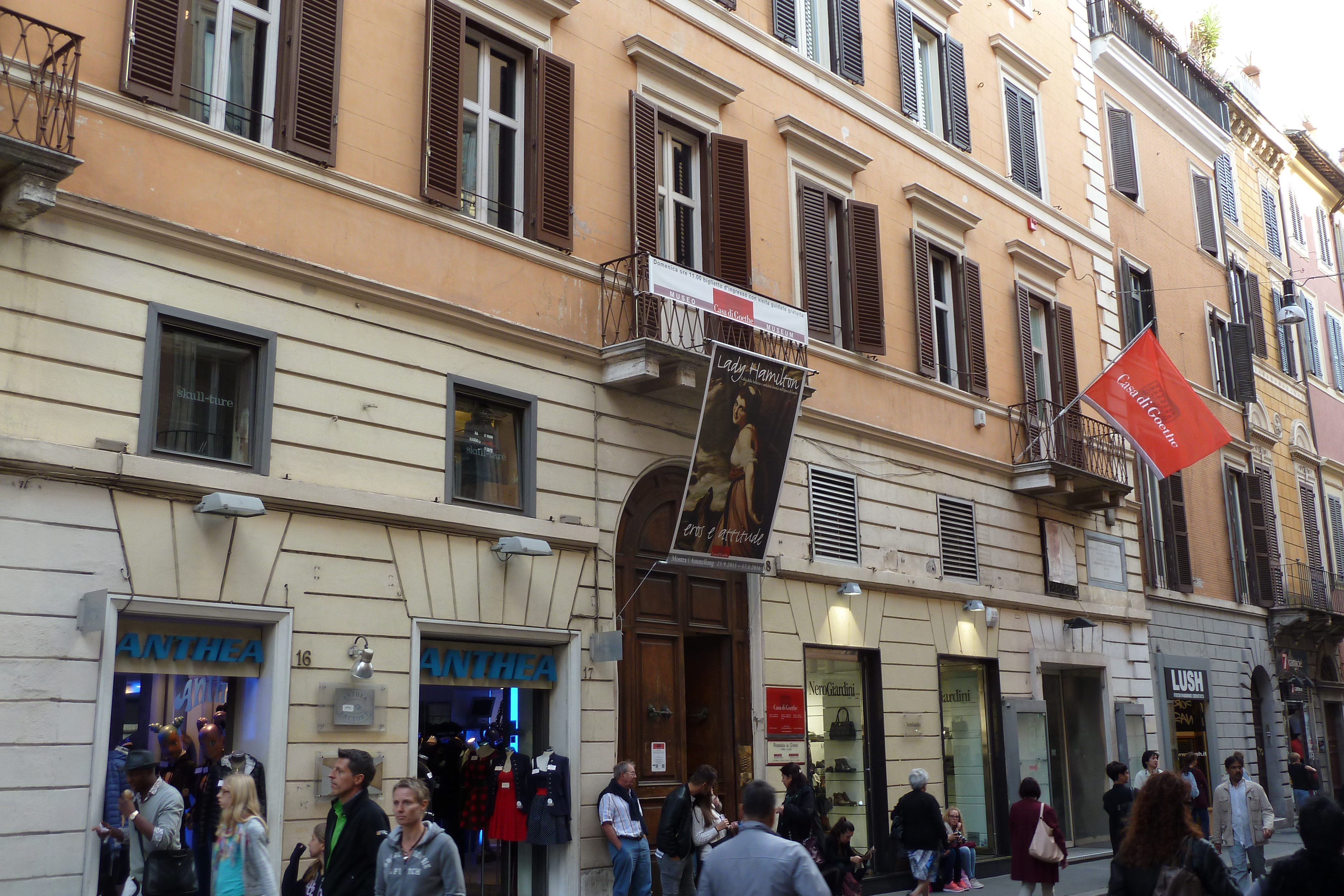
Fassade der Casa die Goethe im Jahr 2015. Goethes Zimmer lag allerdings nicht auf dieser Seite des Hauses.

Goethe traf am 29. Oktober 1786 in Rom ein und betrat die Stadt wie die meisten von Norden kommenden Reisen durch die Porta del Popolo, zwei Tage nachdem Karl Philipp Moritz dort eingetroffen war, mit dem er in Rom Freundschaft schloss. Er stieg zunächst offenbar in einem Gasthaus, wahrscheinlich in der Locanda dell' Orso, ab und nahm sich einen Mietdiener, nahm aber wohl sehr bald nach seiner Ankunft Kontakt mit Tischbein auf, der seit drei Jahren mit einem Stipendium in Rom lebte. Persönlich kannte er den Maler zu diesem Zeitpunkt noch nicht, doch hatte schon seit längerer Zeit ein brieflicher Kontakt bestanden. Tischbein bot ihm an, in sein Gästezimmer zu ziehen, wovon Goethe offenbar nach der ersten Nacht im Gasthaus auch Gebrauch machte. Dieses Zimmer dürfte auf Tischbeins Zeichnung dargestellt sein und wurde von Goethe zunächst bis zu dessen Abreise nach Neapel am 22. Februar 1787 und dann wieder nach seiner Rückkehr im Juni 1787 bewohnt.
Tischbein hatte sich bei dem Ehepaar Sante Serafino Collina und Piera Giovanna de Rossi eingemietet. Collina, ein ehemaliger Kutscher und bereits über 70 Jahre alt, lebte zusammen mit seiner Frau von der Untervermietung diverser Räumlichkeiten und der Beköstigung der Gäste. Außer Tischbein, der von seinen drei Zimmern eines an Goethe abtrat, lebten auch Johann Georg Schütz und Friedrich Bury in der Wohnung im ersten Stock der Casa Moscatelli. Insbesondere mit Tischbein hatte Goethe in seinen ersten Monaten in Rom engen Kontakt. Außer der Zeichnung mit dem Bett sind weitere Darstellungen aus dieser Lebensphase erhalten, auf denen Tischbein seinen Mitbewohner z. B. am Fenster seines Zimmers und lesend und dabei auf einem Stuhl kippelnd darstellte, auch die bekannte Darstellung der beiden fröhlichen Männer in äußerst legerer Haltung auf einem Sofa dürfte aus dieser Zeit stammen.
Die Verhältnisse in der Casa Moscatelli waren eher einfach; unter anderem war Goethes Zimmer nicht heizbar. Zwischen November 1786 und Januar 1787 suchte er fünfmal einen Schneider auf. In einem Brief an Fritz von Stein berichtete er am 4. Januar 1787, dass er den dabei entstandenen weißen Umhang, in dem er auf Tischbeins Gemälde Goethe in der Campagna zu sehen ist, auch zu Hause trug, um sich vor der Kälte schützen zu können.

## Datierung und Deutung der Zeichnung
Man könnte annehmen, dass die Zeichnung und vor allem der Ausspruch „Das verfluchte zweite Kissen“ einfach auf die Schwierigkeiten eines mitteleuropäischen Touristen, sich mit den Schlafgewohnheiten und der Ausstattung der Schlafgelegenheit in dem fremden Land auszusöhnen, anspielt. Dass ein zweites Kissen vorhanden ist, aber nur eine Person in dem Schlafzimmer zu Gange ist, könnte allerdings auch dahingehend gedeutet werden, dass der Inhaber des Bettes eigentlich auf Zweisamkeit gehofft hat und enttäuscht worden ist.

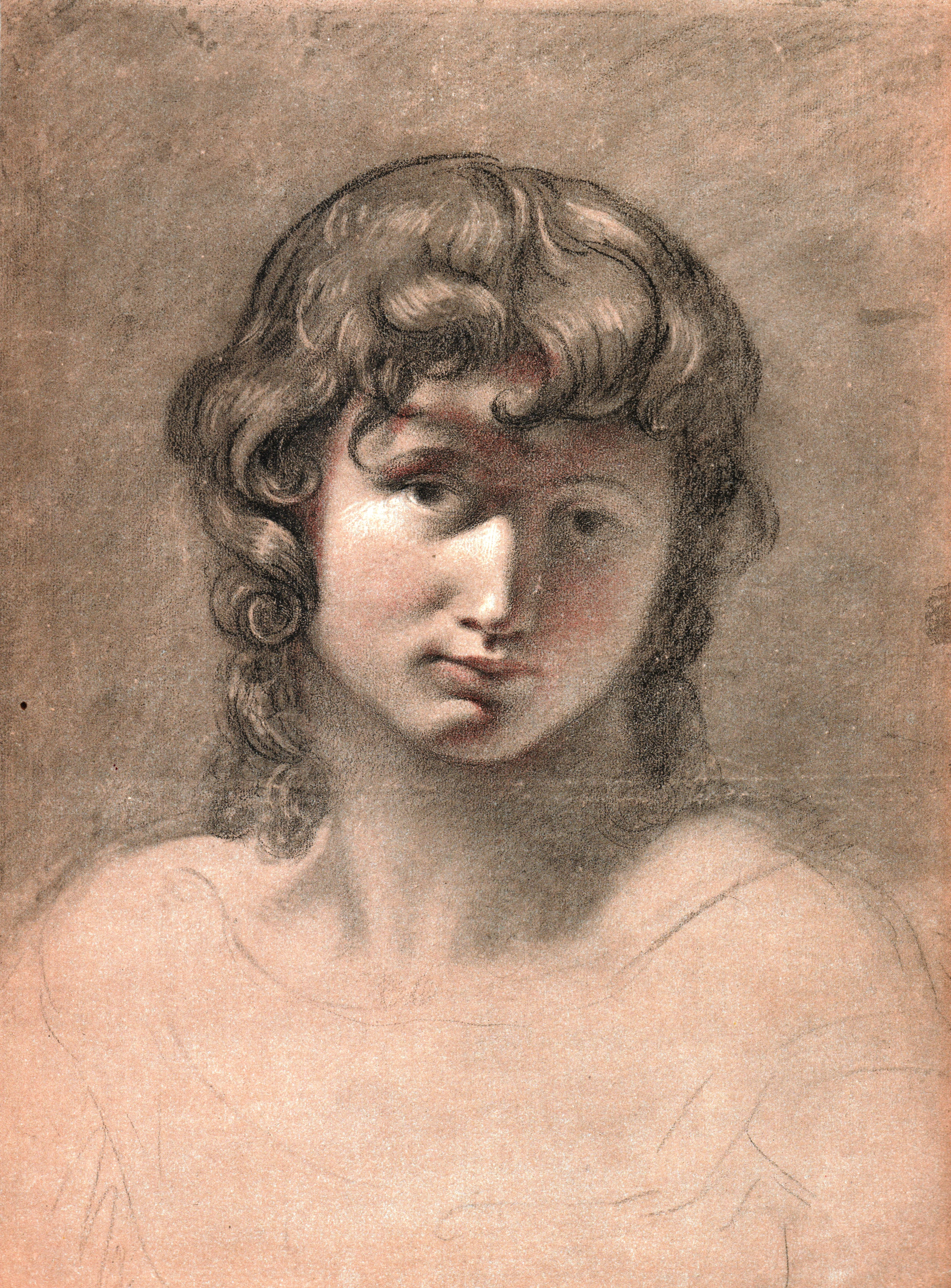
Ein Mädchenkopf, möglicherweise ein Porträt der Costanza Roesler

Roberto Zapperi geht einen Schritt weiter und entwickelt eine Theorie zu einem ganz bestimmten Hintergrund der Zeichnung und behauptet, Tischbein habe hier eine kleine Boshaftigkeit begangen und Goethe habe später bewusst eine Spur in eine falsche Richtung gelegt. Der Dichter habe behauptet, zu seiner 15. Elegie und zu der Figur der Faustina in der Osteria alla Campana inspiriert worden zu sein, wo ein junges Mädchen ihm mit verschüttetem Wein die Uhrzeit für ein Rendezvous auf die Tischplatte geschrieben habe. Dies hält Zapperi aus verschiedenen Gründen für Fiktion und für Weiterverwendung eines antiken Topos: Die Römerinnen zu Goethes Zeit seien meist Analphabetinnen gewesen und auf den Tischen hätten laut Zeitzeugen im Normalfall Tischtücher gelegen. Laut den Notizen in seinem Ausgabenheft verkehrte Goethe aber, wie viele andere deutsche Künstler in Rom, in der Osteria des Vinzenz Roesler in der strada Condotti, und zwar besonders eifrig im Januar 1787. Dieser Roesler hatte zahlreiche Kinder, darunter die damals etwa zwanzigjährige Costanza und die ungefähr vierzehnjährige Maria Elisabetta. Zapperi nimmt an, dass von den drei Bildnissen weiblicher Modelle, die Tischbein um 1787 in Rom geschaffen hat, zwei die beiden Roesler-Töchter darstellen. Und diese beiden Bilder brachte Goethe von seiner Italienreise mit nach Hause. Außerdem fand sich in seinem Nachlass ein undatierter Brief, den offenbar ein professioneller Schreiber im Auftrag einer Analphabetin geschrieben hatte. Das Mädchen teilte dem Empfänger darin mit, dass ihm ein Fächer geschenkt worden, aber gleich wieder abgenommen worden sei. Der Adressat möge ihm doch bitte einen neuen Fächer schenken. Die Namensangabe unter diesem Schreiben lautet „Costanza Releir“, und Zapperi schließt daraus, dass es sich um Costanza Roesler handelte, deren Namen der italienische Schreiber nicht korrekt wiederzugeben in der Lage war und die mit diesem Wunsch nach einem Fächer Goethe Avancen gemacht habe. Allerdings habe sie als sittenstrenges römisches Mädchen dabei nicht an ein kurzes Verhältnis, sondern an eine Eheschließung gedacht, was wiederum nicht in Goethes Sinne gewesen sei. Goethe kaufte allerdings offenbar keinen Fächer, beschenkte Costanza aber wohl vor seiner Abreise Richtung Neapel mit einem Schmuckstück. Laut Zapperi hatte sich Goethe „viele Illusionen über die Bereitschaft des Mädchens gemacht, sich mit ihm näher einzulassen,“ doch habe die Koketterie der Wirtstochter getäuscht und sie sei nicht bereit gewesen, „mit einem Gast ihres Vaters ins Bett“ zu gehen. Nachdem es dann in Rom „nichts mehr zu holen“ gegeben habe, habe auch der Abreise nach Neapel „nichts mehr im Weg“ gestanden bzw. er habe „sich aus dem Staube“ gemacht. Wenige Monate später heiratete Costanza Roesler den Kellner Antonio Gentile, mit dem sie viele Kinder bekam.
Während der Reise nach Neapel kam es zu einem Zerwürfnis zwischen Goethe und Tischbein, der ihn zunächst begleitet hatte, aber nicht mit nach Sizilien wollte. Goethe traf Tischbein zwar nach seiner Rückkunft nach Rom wieder in der alten Wohnung an, doch dauerte das Zusammenleben dort dann nicht mehr lange, da der Maler wenige Wochen später für mehrere Jahre nach Neapel zog. Goethe übernahm dann ein größeres Zimmer von Tischbein. Es ist relativ wahrscheinlich, dass die Zeichnung mit dem Bett während der ersten Phase des Zusammenlebens in Rom geschaffen wurde. Zapperi erläutert: „Den terminus post quem liefert der Livius-Band, den Goethe am 17. Januar erwarb, den terminus ante quem Goethes Abreise nach Neapel am 22. Februar 1787 [...] während der Zeit also, als Goethe Costanza den Hof machte. Angesichts des Fiaskos, mit dem die Geschichte endete, scheint die Zeichnung den Traum einer Liebesnacht zu kommentieren, die die Weigerung des Mädchens zum Scheitern brachte: Es sieht so aus, als ob Goethe [...] nach der Absage des Mädchens wütend über diese Schlappe nach Hause zurückgerannt wäre.“ Zwar habe Goethe diesen zeichnerischen Kommentar zu seiner Liebesniederlage später generös als Scherz bezeichnet, aber es sei doch ein „recht übler Scherz von entschieden schlechtem Geschmack“ gewesen und aus dem Bild sprächen Neid und Bosheit des schüchternen Tischbein gegenüber dem an sich beliebten Goethe.
Hanns-Josef Ortheil lässt in seinem Roman Rom, Villa Massimo den Protagonisten Peter Ka gegen Ende seiner Stipendiatenzeit einen Besuch in der Casa di Goethe machen. Ka, ein Lyriker, fühlt sich von den Parallelen zwischen Goethes „Auszeit“ in Rom und seinem eigenen Aufenthalt in der Villa Massimo tief gerührt. Er betrachtet die Tischbein-Skizzen, insbesondere auch die mit dem verfluchten zweiten Kissen sowie die Darstellung des am Fenster stehenden Goethe, sehr ausgiebig und kommt zu dem Schluss: „Der über die Zeiten hinaus lebendige Goethe ist viel eher in den kleinen Skizzen präsent. Und in dem unvergleichlichen Aquarell. Aufnahmen von Sekundenmomenten des Glücks. Sein gesamter Rom-Aufenthalt, aufgefangen mit ein paar Strichen.“ Die Romanfigur Ka sieht, anders als Zapperi, in der raschen Bewegung des Mannes, der sich über das Bett beugt und nach dem Kissen greift, keine Wut und ist im Zweifel, ob Goethe gerade dabei ist, das Kissen zu postieren oder zu entfernen. Ka hält es auch für möglich, dass hier ein positives Liebeserlebnis stattgefunden hat: „Letztlich war diese Wohnung am Corso wohl auch die historische Urzelle des späteren Großprojekts Deutsche Akademie Villa Massimo. Ein Dichter, einige Künstler, ein Musiker - alle zusammen in einer Wohnung, viele Abende miteinander in (nun ja, das hässliche Wort muss nun heraus:) »interdisziplinärem« Gespräch. Und spät nachts schleicht die römische Geliebte die Stufen hinauf. Und bleibt bis zum frühen Morgen. Während der Kater vor dem Bett schlummert. Und das Doppelbett heftig knarrt.“ In seine Heimatstadt Wuppertal zurückgekehrt, beginnt dieser Peter Ka, Römische Elegien nach dem Vorbild Goethes zu schreiben. Schließlich kehrt er nach Rom zurück und nimmt seinen Wohnsitz dort, in einem ähnlich spartanisch ausgestatteten Zimmer wie es einst das Zimmer Goethes mit dem Bett mit zwei Kissen war.